# Xanthodes duplicata
Xanthodes duplicata är en fjärilsart som beskrevs av Walker 1865. Xanthodes duplicata ingår i släktet Xanthodes och familjen trågspinnare. Inga underarter finns listade i Catalogue of Life.